# Couvreur (familie)
Couvreur is de naam van een Belgische familie waarvan leden in het eerste kwart van de twintigste eeuw actief waren als uitgevers-boekhandelaars en waarvan leden zowel in Brugge als elders politieke activiteiten ontwikkelden.

## Louis Couvreur
Louis Couvreur (Lapscheure, 8 juni 1862 - Agen, Frankrijk, 28 januari 1923) was onderwijzer en promoveerde tot hoofdonderwijzer in Lapscheure. Hij trouwde met Octavie Minnaert (1856-1921) en ze kregen acht kinderen, die een voornaam kregen volgens alfabetische volgorde: Aimé, Bertha, Cesar, Desideer, Elias, Flora, Gerard en Hilaire (geboren en overleden in 1898). De oudste zoon werd regent terwijl de vier volgende broers het onderwijzersdiploma verwierven. Na weduwnaar te zijn geworden, vergezelde Louis het gezin van zijn zoon Cesar naar Frankrijk, en overleed er.

## Aimé Couvreur
Aimé Couvreur (Lapscheure, 4 november 1888 - Ronse, 2 februari 1951) steunde zijn broer Cesar bij de oprichting in 1910 van de boekhandel en uitgeverij Sint-Michiel. Na de Eerste Wereldoorlog richtte hij een atelier van breigoed op in de Brugse Rodestraat. Hij trouwde met Marie Dobegnies en ze vertrokken naar Ronse, waar hij werk vond in een breigoedfabriek en zijn loopbaan besloot als directeur van de textielfabriek Van Caeneghem. Zijn zoon Elie Couvreur (1921-2009) werd priester, leraar en superior van het Sint-Antoniuscollege en later pastoor-deken van Ronse.

## Cesar Couvreur
Cesar Couvreur (Lapscheure, 23 augustus 1890 - Privas, Frankrijk, 1958) kwam in 1910 in Brugge wonen en stichtte er samen met zijn broer Aimé onder de naam Sint-Michiel een boekhandel en een kleine uitgeverij in de Vlamingstraat.
In 1914 meldde hij zich als vrijwilliger voor het Belgisch Leger. Na opleiding in Valogne en een ziekteperiode in een hospitaal in Calais, bevond hij zich vanaf 1916 aan het front. Hij bevorderde tot sergeant, adjudant en onderluitenant. In juli 1919 verliet hij het leger.
Tijdens zijn legerdienst werd hij Vlaamsgezind. Hij werd actief in het Verbond van Vlaamse Oud-strijders en weldra in de Frontpartij. Begin november 1918 ontmoette hij Frans Van Cauwelaert in Brugge en verdedigde samen met Joris van Severen en Filip De Pillecyn de op te richten Frontpartij. Op 15 november nam hij in Gent, bij Jozef Goossenaerts, deel aan de stichting van deze partij en werd lid van het bestuur of 'opperraad'. Bij de eerste wetgevende verkiezingen in november 1919 stond hij als vierde op de lijst van de Frontpartij in het arrondissement Brugge.
Behorende tot de radicale vleugel van de partij, hield hij toespraken die hem deden opmerken door de Staatsveiligheid. Op 29 juli 1920 nam hij deel aan een manifestatie van VOS-veteranen in Brussel en aan de bestorming van het parlementsgebouw. Hij werd zijn graad van officier ontnomen.
Op 6 april 1920 trouwde hij met Anna Van Sante (1900-1945), zus van de Fronter en dominicaan geworden Carlos Van Sante (1896-1947). Ondersteund door de Tieltse aannemer Honoré De Busschere, gaf hij van 1919 tot 1922 het blad Ons Vaderland uit, een spreekbuis van de Frontpartij, eerst in Gent, vervolgens in Brussel, waar hij ook een boekhandel opende. Hij werd ook gesteund door Jules Spincemaille, die hem zijn huis ter beschikking liet, terwijl hij zelf naar Nederland was uitgeweken. Couvreur kwam terecht midden de verbeten strijd die partijgenoten onder elkaar voerden. Hij behoorde tot de radicalen, zoals Robrecht De Smet, die het opnamen tegen de gematigden zoals Hendrik Borginon en Adiel Debeuckelaere. Weldra was Ons Vaderland zieltogend, Couvreur vond geen financiers meer en ging failliet. Het kwam tot een definitieve breuk tussen de verbitterde Couvreur en zijn vroegere strijdmakkers, wie hij verweet hun zakelijke beloften niet te zijn nagekomen.
Een nomadenleven begon, waarbij hij in Frankrijk als landbouwer werkte. Einde jaren twintig was hij weer in Brugge en werd handelsreiziger, maar in 1932 vertrok hij weer naar het Franse departement Haute-Garonne. Tijdens de Tweede Wereldoorlog sloot hij zich aan bij de communisten en samen met zijn zoons Thierry, Carlos en Emile trad hij toe tot de partizanen van de FFI. Contacten met de familie in België waren er niet meer.

## Desiderius Couvreur
Desideer Couvreur (Lapscheure, 25 juli 1891 - Brugge, 11 maart 1947) kwam tijdens de oorlog in de Vlamingstraat in Brugge wonen, en leidde de boekhandel en de uitgeverij Sint-Michiel tijdens de afwezigheid van Cesar.
In 1920 verliet hij Brugge en werkte in Aarschot en in Diest. In 1923 was hij weer in Brugge en nam zijn intrek bij zijn broer Elias. Hij huwde met Marie Clais, werd zelfstandig accountant en verkreeg enige reputatie als kampioen schaakspeler.

## Elias Couvreur
Elias Couvreur (Lapscheure, 21 juli 1892 - Brugge, 25 juli 1955) behaalde zijn onderwijzersdiploma in 1913 en werkte in de Visserijschool in Heist. Hij kwam weldra naar Brugge en werkte er bij zijn broer in de boekhandel Sint-Michiel. In 1914 stapte hij als vrijwilliger in het Belgisch Leger en, zoals zijn broer Cesar, behoorde hij tot de Vlaamsgezinden. Werkzaam in de medische diensten, werd hij naar Belgisch Congo gestuurd en hij nam er deel aan de Slag bij Tabora en aan andere gevechten, die als gevolg hadden dat de Duitse kolonies Rwanda en Burundi mandaatgebieden onder Belgisch gezag werden. In 1919 werkte hij bij de Union Minière, kwam naar Brugge terug en werkte opnieuw in de familieboekhandel en uitgeverij.
In september 1921 trouwde hij met de beeldhouwster Magda Dupon (1890-1976) en nadat Sint-Michiel door Achiel Geerardyn was overgenomen, opende hij een eigen boekhandel onder de naam Gebroeders Couvreur. Magda Dupon, actief bij de katholieke arbeidersvrouwen, werd in 1921 tot gemeenteraadslid verkozen.
Samen met beeldhouwer Gerard Dupon en met enkele andere familieleden richtte hij vanaf 1923 een kunstatelier en een handel in religieuze kunst op, in een aanzienlijk huis in het Genthof, waar ook familieleden kwamen wonen. In 1927 trokken Elias en zijn vrouw zich uit de associatie terug en gingen in Sint-Andries wonen, waar hij een taxibedrijf oprichtte.
Couvreur was een goede bekende van oorlogsburgemeester en VNV-leider Jozef Devroe, die ervoor zorgde dat hij van juli 1941 tot oktober 1942 (datum van de fusie Groot-Brugge) oorlogsburgemeester werd van Sint-Andries. Dit maakte dat hij zich aansloot bij het VNV. Na het burgemeesterschap werd hij bediende bij de Unie van Hand- en Geestesarbeiders. Na de Bevrijding hoopte hij onderdak te vinden bij zijn broer Cesar, die dit echter weigerde. Hij dook dan onder in Knokke, gaf zich na enkele maanden over en was, na veroordeling, in september 1948 weer vrij.

## Gerard Couvreur
Gerard Couvreur (Lapscheure, 5 februari 1896 - 1 december 1944) kwam in 1919 op het Oosterlingenplein wonen en werkte mee bij Sint-Michiel. In september 1920 trok hij naar Brussel, waarschijnlijk samen met Cesar en trok nadien naar Frankrijk om er te boeren. Hij kwam naar België terug, trouwde met Marie Diet en werd uitbater van het hotel La Santé langs de Lippenslaan in Knokke. In 1939 verhuisde hij naar Boedapest en werd er privéleraar voor de kinderen van de Belgische ambassadeur, graaf de Lalaing. In 1942 was hij weer in Knokke en was er tijdens de laatste maanden van de Tweede Wereldoorlog werkzaam bij het Rode Kruis. Hij bezweek aan een hartstilstand terwijl hij naar Lapscheure fietste.

## Bertha Couvreur
Bertha Couvreur (Lapscheure, 14 oktober 1889 - Knokke, 29 augustus 1950) volgde haar broers naar Brugge en werkte mee in de boekhandel en uitgeverij, waar ze het secretariaatswerk op zich nam. Ze trouwde met Cyriel Diet (1894-1968), die fietsenhandelaar was in Knokke.

## Uitgeverij en boekhandelSint-Michiel
De uitgeverij, boekhandel en kunsthandel onder de naam Sint-Michiel, werd door de gebroeders Couvreur gesticht in 1910. Het logo van de firma (de heilige Michiel die de draak neervelt) werd getekend door Joe English.
Van 1910 tot 1914 publiceerde het huis twee romans van Edward Vermeulen, een boek van Emiel Lauwers (Eenige lessen over heelkundige ziekenverpleging) en een van Jozef Muls (Steden).
Tijdens de Eerste Wereldoorlog werd verder gewerkt. Er werden in de eerste plaats twee werken gepubliceerd door de Brugse bisschop Gustavus Josephus Waffelaert en drie boeken met uittreksels uit werken door Stijn Streuvels, bijeengebracht en geordend door Joz. Geurts. Verder nog boeken door Leo Bittremieux, Hendrik Heyman, Felix Rutten en Ward Vermeulen.
Na de oorlog werden in 1919 en 1920 nog een zestal boeken gepubliceerd, geschreven door Cyriel Verschaeve, Juul Callewaert, Frans Daels, Albrecht Rodenbach en Edward Vermeulen.
Sint-Michiel had geen eigen drukkerij en drukte onder meer bij Desclée de Brouwer en bij de Sint-Catharinadrukkerij. Na de oorlog werd samengewerkt met de Vlaamsche Boekenhalle van Alfons De Groeve, gevestigd in Leiden en in Leuven.
De firma hield op te bestaan, nadat Cesar Couvreur een deel van de activiteiten had meegenomen naar Brussel en het saldo was overgelaten aan Achiel Geerardyn.